# لويس رامون غاريدو
لويس رامون غاريدو (بالإسبانية: Luis Ramon Garrido)‏ هو لاعب كرة الريشة مكسيكي، ولد في 10 مايو 1996.

## وصلات خارجية
- لويس رامون غاريدو على موقع BWF.tournamentsoftware.com (الإنجليزية)
- لويس رامون غاريدو على موقع BWFbadminton.com (الإنجليزية)
- لويس رامون غاريدو على موقع اللجنة الأولمبية الدولية (الإنجليزية)
- لويس رامون غاريدو على موقع أوليمبيديا (الإنجليزية)